# شاراخبرگهایم-ایرمشتت
شاراخبرگهایم-ایرمشتت (به فرانسوی: Scharrachbergheim-Irmstett) یک کمون در فرانسه با جمعیت ۱٬۱۴۴ نفر است که در Canton of Wasselonne واقع شده‌است.